# Noetsa Boezaladze
Noetsa Boezaladze (Georgisch: ნუცა ბუზალაძე) (Tbilisi, 28 januari 1997) is een Georgische zangeres.

## Biografie
Boezaladze raakte bekend in eigen land door in 2011 op veertienjarige leeftijd deel te nemen aan de Georgische versie van Got Talent. Drie jaar later won ze New Wave, een muziekfestival voor nieuwe jonge zangtalenten (voornamelijk) uit voormalige Sovjetlanden. In 2017 werd ze tweede in de Georgische preselectie voor het Eurovisiesongfestival. In januari 2024 werd ze door de Georgische openbare omroep geselecteerd om haar vaderland te vertegenwoordigen op het Eurovisiesongfestival 2024 in Malmö, Zweden. Daar behaalde ze de achtste plek in de tweede halve finale. In de finale eindigde ze als eenentwintigste. 
2007: Sopho Chalvasji · 
2008: Diana Goertskaja · 
2010: Sopho Nizjaradze · 
2011: Eldrine · 
2012: Anri Dzjochadze · 
2013: Sopho Gelovani & Nodiko Tatisjvili · 
2014: The Shin & Mariko Ebralidze · 
2015: Nina Sublatti · 
2016: Nika Kocharov & Young Georgian Lolitaz · 
2017: Tako Gatsjetsjiladze · 
2018: Ethno-Jazz Band Iriao · 
2019: Oto Nemsadze · 
2021: Tornike Kipiani · 
2022: Circus Mircus · 
2023: Iru Chetsjanovi · 
2024: Noetsa Boezaladze · 
2025: Mariam Sjengelia